# Josef Kolečko
Josef Kolečko (16. července 1945 Slavkov u Brna – 7. srpna 2016 tamtéž) byl český fotbalista, útočník a fotbalový trenér.

## Fotbalová kariéra
Začínal ve Slavoji Slavkov u Brna, poté hrál za Spartak Líšeň a ZKL Brno.
V československé lize hrál za Baník Ostrava. V československé lize nastoupil ve 123 utkáních a dal 12 gólů. Získal ligový titul v roce 1976 s Baníkem Ostrava. Vítěz Československého poháru 1973. Na vojně hrál ve druhé lize za Duklu Banská Bystrica. V Poháru mistrů evropských zemí nastoupil ve 4 utkáních a v Poháru UEFA nastoupil v 9 utkáních a dal 2 góly.

### Prvoligová bilance v roli hráče
| Ročník                                   | Zápasy | Góly | Klub          |
| ---------------------------------------- | ------ | ---- | ------------- |
| 1. československá fotbalová liga 1967/68 | 6      | 1    | Baník Ostrava |
| 1. československá fotbalová liga 1968/69 | 18     | 1    | Baník Ostrava |
| 1. československá fotbalová liga 1969/70 | 18     | 5    | Baník Ostrava |
| 1. československá fotbalová liga 1972/73 | 18     | 2    | Baník Ostrava |
| 1. československá fotbalová liga 1974/75 | 29     | 3    | Baník Ostrava |
| 1. československá fotbalová liga 1975/76 | 13     | 0    | Baník Ostrava |
| 1. československá fotbalová liga 1976/77 | 21     | 0    | Baník Ostrava |
| CELKEM                                   | 123    | 12   |               |

## Trenérská kariéra
V první lize trénoval Baník Ostrava a Petru Drnovice (jako asistent). Naposledy byl asistentem Romana Pivarníka v Jihlavě.

### Prvoligová bilance v roli trenéra
| Ročník                                     | Zápasy | Góly | Klub          |
| ------------------------------------------ | ------ | ---- | ------------- |
| 1. československá fotbalová liga 1984/1985 | 30     | 41   | Baník Ostrava |
| 1. československá fotbalová liga 1985/1986 | 30     | 41   | Baník Ostrava |
| CELKEM                                     | 60     | 82   |               |